# Microcabin
Microcabin Corporation (Japans: 株式会社マイクロキャビン Romaji: Kabushikigaisha maikuro kyabin), ook wel geschreven als Micro Cabin, was een Japanse ontwikkelaar en uitgever van computerspellen.

## Geschiedenis
Het bedrijf ontstond uit Ōyachi Electrics Microcomputer Club en werd op 27 november 1981 opgericht door Naoto Ōyachi. Het bedrijf is bekend wegens zijn Xak-spelserie met als hoogtepunt Fray in Magical Adventure (1990) voor de MSX 2, en spellen als Illusion City en Mystaria: The Realms of Lore. Andere bekende computerspellen van het bedrijf zijn Mystery House, Guardian War en de computerspelserie Koutetsu no Houkou. Het bedrijf werd in 2008 opgekocht door AQ Interactive door middel van een meerderheidsbelang in aandelen. In 2011 verkocht dit bedrijf 85% van de aandelen en ging Microcabin over naar Fields Corporation.

## Trivia
Microcabin ontwikkelde in 1996 de Sega Saturn-versie van het computerspel Tunnel B1.